# 茨城県道106号長岡大洗線

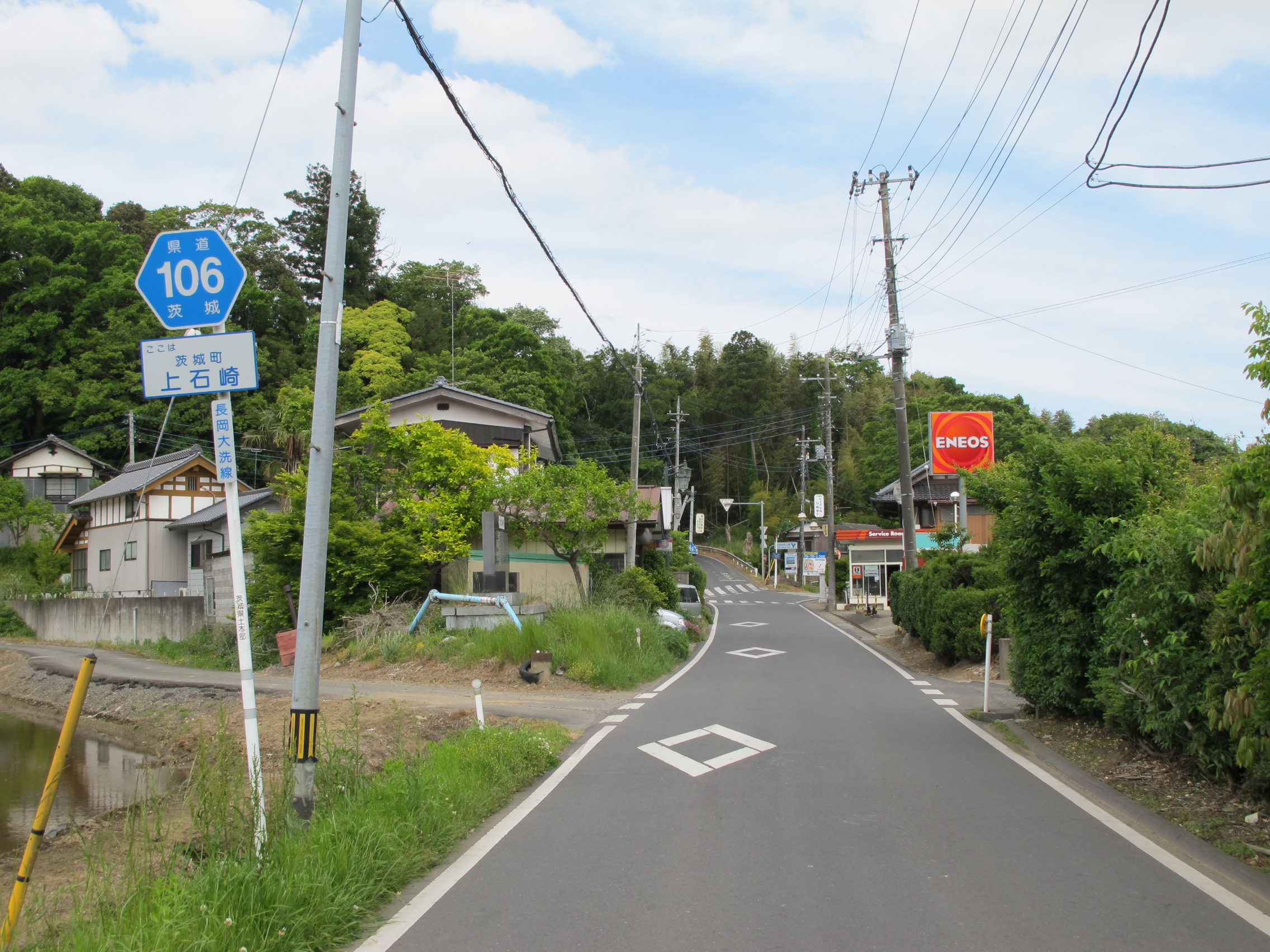
茨城県道106号長岡大洗線
茨城町上石崎（2013年5月）

茨城県道106号長岡大洗線（いばらきけんどう106ごう ながおかおおあらいせん）は、茨城県東茨城郡茨城町長岡から東茨城郡大洗町に至る県道（一般県道）である。

## 概要
茨城町長岡から大洗町市街の茨城県道2号水戸鉾田佐原線・マリンタワー南交差点まで、涸沼川（涸沼）の左岸（北側）に沿って東西に結ぶ延長約18キロメートル (km) の路線。大洗町大貫町で立体交差化された大洗高校下交差点で国道51号大洗バイパスと交差する。また、涸沼から大洗町市街地にかけて路線の一部が、茨城県道500号茨城大洗自転車道線（涸沼自転車道）との重複区間となる。

### 路線データ
- 起点：茨城県東茨城郡茨城町長岡（茨城県道40号内原塩崎線交点）
- 終点：茨城県東茨城郡大洗町港中央（茨城県道2号水戸鉾田佐原線交点＝マリンタワー南交差点）
- 総延長：18.181 km[1]
- 重用延長：0.0022 km[1]
- 未供用延長：なし[1]
- 実延長：18.159 km[1]
- 自動車交通不能区間延長[注釈 1]：なし[1]

## 歴史
1959年（昭和34年）10月14日、新たな県道として東茨城郡茨城町大字長岡を起点とし、東茨城郡大洗町を終点とする区間を本路線として茨城県が県道路線認定した。水戸市大場町地内の道路は、2016年にかけて、三又橋の架け替えを含めた車道の一部バイパス化が行われた。

### 年表
- 1959年（昭和34年）10月14日：長岡大洗線として路線認定[3]。
- 1988年（昭和63年）10月19日：新終点付近、県道水戸鉾田佐原線新道・マリンタワー交差点から大洗市街地へ約50 m区間を部分供用[4]。
- 1990年（平成2年）11月15日：東茨城郡大洗町大字大貫町地内（大洗駅入口 - 県道水戸大洗佐原線旧道）の新道（約0.38 km）が開通[5]。
- 1992年（平成4年）7月20日：大洗町大字大貫町（県道水戸鉾田佐原線旧道 - マリンタワー南交差点付近）のバイパス道路（約0.2 km）が開通[6]。
- 1994年（平成6年）5月6日：東茨城郡茨城町大字下石崎地内のバイパス道路が開通する[7]。
- 1995年（平成7年）3月30日：整理番号114から現在の番号（整理番号106）に変更される[8]。
- 1998年（平成10年）6月11日：茨城町大字下石崎の旧道（1.145 km）が指定解除により茨城町道へ降格する[9]。
- 2002年（平成14年）12月16日：水戸市下入野町 - 同市大場町のバイパス道路（約0.8 km）が開通[10]。
- 2005年（平成17年）7月14日：大洗町大字大貫町バイパス残存区間（0.3 km）供用開始により、大洗のバイパス道路が全線開通する[11]。
- 2010年（平成22年）11月22日：大洗町大貫町（大貫小学校わき）の旧道（608 m）が指定解除により大洗町道へ降格する[12][13]。
- 2016年（平成28年）3月24日：水戸市大場町 - 大洗町大貫町の道路改良事業により、石川川に架かる三又橋が開通[14]。
- 2024年（令和6年）1月19日：茨城町大字中石崎地内で、長岡大洗線のバイパス道路（茨城町道）が開通[15]。

## 路線状況
- 途中、涸沼や涸沼川と並走する。
- 全体的に道幅は狭く、通行しにくい。

### 別名
- 大貫勘十堀通り：大洗町内における道路の別称。

### 道路施設
- 船渡橋（渋川、茨城町上石崎）
- 広浦橋（若宮川、茨城町中石崎）
- 一本橋（後谷川、茨城町下石崎 - 水戸市下入野町）
- 中井川橋（石川川〈涸沼川支流〉、水戸市秋成町 - 水戸市大場町）
- 三又橋（石川川〈涸沼川支流〉、水戸市大場町 - 大洗町大貫町）：延長51 m、幅員10 m/車道6 m 2車線、2016年3月架け換え開通[2]。
- 大貫橋（涸沼川、大洗町大貫町）

## 地理

### 通過する自治体
- 茨城県
  - 東茨城郡茨城町 - 水戸市 - 東茨城郡大洗町

### 交差する道路
- 茨城県道50号水戸神栖線（茨城町上石崎）
- 茨城県道179号中石崎水戸線（茨城町中石崎）
- 茨城県道235号下入野水戸線（水戸市下入野町 下入野交差点）
- 国道51号（大洗町大貫町）

### 沿線
- 長岡射撃場（茨城町長岡）
- 涸沼自然公園（茨城町中石崎）
- 涸沼
- 涸沼川
- 鹿島臨海鉄道大洗駅（大洗町桜道）
- 大洗シーサイドステーション（大洗町港中央）
- 大洗わくわく科学館（大洗町港中央）